# Kat Dahlia
Katriana Sandra Huguet (29 de Julho de 1990), mais conhecida por seu nome artístico Kat Dahlia (Antes Kat Hue), é uma cantora, compositora, e rapper Americana. Dahlia é conhecida por suas letras "aguçadas" e seu "ritmo agressivo". Lançou seu primeiro single, a música "Gangsta", em Março de 2013, que recebeu críticas mistas. Dahlia lançou seu primeiro álbum de estúdio, o My Garden, em Janeiro de 2015, sob o celo das gravadoras Vested in Culture e Epic Records, a última na qual assinou um contrato em 2012. Em 2013, Dahlia apareceu em 8 no ranking de "Next Big Sound" da revista Billboard.

## Vida e começo de carreira
Kat Dahlia nascida como Katriana Sandra Huguet em 29 de 1990 de pais libaneses e cubanos. Dahlia foi criada em Miami, Florida.Ela começou a rimar com oito anos e a compor aos 15 anos, "sampleando" instrumentais de musicas no YouTube. Aos 18 anos, depois de ter economizado dinheiro de empregos como de garçonete, Dahlia decidiu deixar Miami e se mudar para Nova York um mês depois, por conta de um "capricho" dela. Daí em diante, Dahlia esteve envolvida no que ela descreve como um "relacionamento tóxico," o que ela viu depois como uma fonte de inspiração para compor "canções de ouro". Ela escolheu o nome Kat Dahlia como nome artístico depois de seu produtor ter sugerido e acabou ficando, porque é suave e bonito, mas ainda possui uma tonalidade profunda e escura nele.

## Avanços
Depois de ter lançado de forma independente, um EP e um Videoclipe, Dahlia foi descoberta por Amanda Berkowitz da gravadora Vested In Culture (VP). Berkowitz rapidamente chamou a atenção sobre Dahlia para a veterana e produtora executiva Sylvia Rhone. Em 2012, Dahlia foi descrita como "muito mais que uma artista pop" Rhone fechou contrato com Kat com a recém-lançada gravadora Vested in Culture (VIC), uma parceira da gravadora Epic Records. Inicialmente o primeiro álbum de estúdio de Dahlia estava previsto para sair em 2014, junto com a inauguração do lançamento da gravadora VIC.
O primeiro single de Dahlia sob o selo da VIC, foi a canção "Gangsta", que a MTV chamou de “cheio até a borda com rimas ferozes”. O videoclipe foi filmado em Miami, refletindo as dificuldades que ela sofreu no começo de sua vida. O videoclipe foi produzido pela diretora Samantha Lecca e exibido na Vevo, em 5 de Março de 2013. Também em março, a canção de Dahlia foi escolhida para ser exibida no programa "Music Matters" do canal BET.Em 24 de Setembro de 2014 "Gangsta" fez parte da trilha sonora da estréia do programa Law & Order: Special Victims Unit no episódio 16 Garotas Desaparecidas.
Em 5 de Março de 2013, Dahlia lançou em forma de download digital, três canções, "Gangsta", "Money Party", e "Mirror". Em 17 de Novembro de 2013, ela lançou de forma gratuita a canção "Crazy" no SoundCloud . Seu álbum de estréia My Garden foi lançado em 15 de Janeiro de 2015.
Kat Dahlia lançou 20s, 50s, 100s no Soundcloud em 9 de Maio de 2016 com três musicas chamadas "Run It Up", "Voices In My Head" e "Lion".

## Influências
O estilo musical de Dahlia tem sido descrito como letras "aguçadas" e seu único e agressivo ritmo.
Dahlia menciona artistas como BB King, Miles Davis, Led Zeppelin, The Doors, Bob Marley, Frank Sinatra, e Celia Cruz como influências musicais. Também, em entrevista, Dahlia mencionou o legendário do reggae Bob Marley, tem uma grande influência em seu estilo musical. Ela disse : “Ouvia muito de Bob Marley, especialmente aqui. Eu costumava ir no salão do Purdy nas noites de segunda-feira, eles sempre tinham bandas de Reggae. Reggae está em todo lugar por aqui, dancehall está em todo lugar no clubs. Eles não tocam apenas Hip-Hop”

## Discografia

### Álbuns
| Título    | Detalhes do álbum                                                                                                | Melhor posição |
| Título    | Detalhes do álbum                                                                                                | US             |
| --------- | --- | -------------- |
| My Garden | - Lançamento: 13 de Janeiro de 2015 - Gravadora: Vested in Culture, Epic Records - Formato: CD, Digital download | 54             |

### EPs
| Title                         | Detalhes                                                                                                 |
| ----------------------------- | --- |
| Shades of Gray (como Kat Hue) | - Lançamento: 29 de Fevereiro de 2012 - Gravadora: No Days Off Entertainment - Formato: Digital download |
| Seeds                         | - Lançamento: 21 de Novembro de 2013 - Gravadora: Forma independente - Formato: Download gratuito        |

### Singles
| Título | Ano  | Melhor posição nos charts | Melhor posição nos charts | Melhor posição nos charts | Melhor posição nos charts | Melhor posição nos charts | Melhor posição nos charts | Melhor posição nos charts | Certificações | Álbum            |
| Título | Ano  | US                        | US R&B/HH Airplay         | US Latin Airplay          | US R&B/HH                 | US Rhythm                 | US Heat                   | US R&B                    | Certificações | Álbum            |
| --- | ---- | ------------------------- | ------------------------- | ------------------------- | ------------------------- | ------------------------- | ------------------------- | ------------------------- | ------------- | ---------------- |
| "Gangsta" | 2013 | 112                       | 48                        | —                         | —                         | 25                        | 13                        | 13                        |               | My Garden        |
| "Crazy" | 2014 | —                         | —                         | 45                        | 40                        | 26                        | —                         | —                         |               | My Garden        |
| "Money Party" (featuring Polly A.)                                                                                          | 2014 | —                         | —                         | —                         | —                         | —                         | —                         | —                         |               | non-album single |
| "I Think I'm in Love" | 2015 | —                         | —                         | —                         | —                         | —                         | —                         | —                         |               | My Garden        |
| "—" denota, os títulos que não apresentam-se no gráfico, não foram lançados nesse território ou não receberam certificação. |      |                           |                           |                           |                           |                           |                           |                           |               |                  |

### Participações
| Título               | Ano  | Álbum                     | Artista(s)   |
| -------------------- | ---- | ------------------------- | ------------ |
| "Lluvia Negra"       | 2012 | Puro                      | Heny Puro    |
| "Helen Keller"       | 2013 | Suffering from Success    | DJ Khaled    |
| "Ain't Seen A Thing" | 2014 | Hardships and Humiliation | Decon Chrome |

## Videoclipes
| Canção                | Ano  | Diretor          |
| --------------------- | ---- | ---------------- |
| "Devil's Command"     | 2013 | Edwin Escobar    |
| "Gangsta"             | 2013 | Samantha Lecca   |
| "Happy and I Know It" | 2014 | X Marlon Santini |
| "The High"            | 2014 | Michael Garcia   |
| "Crazy"               | 2014 | Rankin           |
| "My Garden"           | 2015 | Michael Garcia   |
| "I Think I'm In Love" | 2015 | Sam Lecca        |